# Poutnice ze Sans-Souci
Poutnice ze Sans-Souci (francouzsky La passante du Sans-Souci) je francouzské filmové drama z roku 1982, které režíroval Jacques Rouffio. Předlohou se stal eponymní román Josepha Kessela, jenž byl vydán v roce 1936. Děj filmu se odvíjí ve dvou časových liniích. Ze soudního procesu, odehrávajícího se několik desetiletí po druhé světové válce, se hlavní hrdina vrací do období války, kde je odkryta motivace jeho činu. Sans-Souci je letní zámecké sídlo v postupimském stejnojmenném parku.
V hlavních postavách manželů se představili Michel Piccoli a Romy Schneider, která ztvárnila dvojroli. Snímek pro herečku znamenal poslední filmovou příležitost před jejím náhlým úmrtím na infarkt myokardu v květnu 1982.
Na 8. udílení filmových cen César snímek obdržel jednu sošku, když byli oceněni William Robert Sivel a Claude Villand za nejlepší zvuk. Nominováni byli také Romy Schneiderová (nejlepší herečka), Gérard Klein (nejlepší herec ve vedlejší roli) a Georges Delerue (nejlepší hudba).

## Děj
Šedesátník Max Baumstein (Michel Piccoli) je bohatý švýcarský obchodník a úctyhodný předseda mezinárodní humanitární organizace, která hájí zájmy nespravedlivě stíhaných a vězněných osob. S mladší manželkou Linou Baumsteinovou (Romy Schneider) tráví pracovní čas v Paříži. Na hotelový pokoj je mu doručena obálka, v níž nalézá fotografie ztotožňující současného velvyslance Paraguaye s nacistou Ruppertem von Legaartem, který měl za války na svědomí životy jeho blízkých. Při osobním jednání velvyslance zastřelí a odevzdává se dobrovolně policii. Následuje obvinění z vraždy prvního stupně. V průběhu soudního procesu se začíná odvíjet paralelní děj minulých událostí z druhé světové války, které se staly motivem vraždy.
V březnu 1933 na ulici zastřelí členové hnědých košil z oddílu SA otce dvanáctiletého Maxe a jemu samotnému zlomí dolní končetinu. Následkem toho pak celý život kulhá. Židovského sirotka se ujme pěvkyně Elsa (Romy Schneider) se svým mužem, protihitlerovsky smýšlejícím tiskařem Michelem Wienerem. Před nacistickou hrozbou Max s Elsou prchají do Paříže, kde bydlí v hotelu Jiří V. Jejímu muži se odjet za hranice již nezdaří, když je vyvlečen z vlaku a uvězněn v koncentračním táboře. Podaří se mu alespoň náhodnému spolucestujícímu předat peníze pro ženu. Francouzský obchodník se šampaňským Maurice Bouillard finanční obnos doručí a naváže s Elsou přátelský vztah. Během soudního líčení, které se odehrává ve druhé časové linii, vypovídá a přiznává milostnou náklonnost k německé ženě.
V Paříži se Elsa živí jako pěvkyně v kabaretu Le Rajah, do něhož také pravidelně dochází její obdivovatel a mladý diplomat Třetí říše Ruppert von Legaart (Mathieu Carrière). Po řadě desetiletí se z něho stává paraguayský velvyslanec v Paříži Frederico Lego. Bezvýchodnou situaci se zpěvačka rozhoduje vyřešit využitím Rupperta, když se s ním vyspí, aby zachránila manžela z osidel koncentračního tábora.
Záměr se zdaří a nacista zařizuje mužovo propuštění. Se stopami mučení v obličeji tak Michel Wiener přijíždí na pařížské vlakové nádraží, kde se setkává s manželkou. Od prvního okamžiku je však pár sledován Ruppertem von Legaartem a jeho pobočníky. Jeden z nich při vystupování Michela z automobilu čerstvě osvobozeného knihtiskaře zastřelí. Všemu přihlíží dospívající Max z automobilu.
V soudním procesu s obviněným Baumsteinem vypovídá tehdejší Elsina kolegyně z nočního podniku, která byla za války také vězněna. Po propuštění zjistila, že ostatky manželů Wienerových byly Vichisty přemístěny do bezejmenného hromadného hrobu poté, co Elsa také zemřela. Wienerovým pak nechala zhotovit alespoň pamětní desku v Sans-Souci.
Max Baumstein je za vraždu odsouzen k pětiletému podmíněnému trestu. V bistru se jej manželka Lina ptá, proč s ní o své minulosti nikdy nemluvil? Zarážející je také její značná fyziognomická podoba s Elsou.
Titulky v závěru filmu uvádějí, že za dalších šest měsíců byli manželé Baumsteinovi zastřeleni před svým domem. K atentátu se nikdo nepřihlásil a pachatelé nebyli dopadeni.

## Obsazení
| Romy Schneider         | Elsa Wiener / Lina Baumstein                              |
| Michel Piccoli         | Max Baumstein, šedesátiletý                               |
| Gérard Klein           | Maurice Bouillard, obchodník se šampaňským                |
| Dominique Labourierová | Charlotte Maupas                                          |
| Wendelin Werner        | Max, dvanáctiletý                                         |
| Helmut Griem           | Michel Wiener                                             |
| Mathieu Carrière       | diplomat Ruppert von Legaart / velvyslanec Frederico Lego |
| Jacques Martin         | Marcel Turco                                              |
| Maria Schell           | Anna Helwig                                               |
| Marcel Bozonnet        | Charles Mercier                                           |
| Christiane Cohendyová  | Hélène Nolin                                              |
| Pierre Michaël         | Maître Jouffroy                                           |
| Véronique Silverová    | předsedkyně soudní poroty                                 |
| Martine de Breteuil    |                                                           |
| Pierre Pernet          |                                                           |
| Alain MacMoy           |                                                           |
| Jacques Nolot          | muž v bistru na Sans-Souci                                |
| Jean Reno              | muž, který na ulici verbálně napadl Linu                  |

## Další informace
Lokace filmování
- Západní Německo – Berlín: Hansaviertel, Tiergarten, CCC-Atelier ve Špandavě
- Francie – Paříž: 15. obvod

Herci
Dětský herec Wendelin Werner, jenž se objevil v úloze dvanáctiletého Maxe, se později stal matematikem, profesorem na Université Paris-Sud 11 a laureátem Fieldsovy medaile 2006, označované za matematickou Nobelovu cenu.
Romy Schneiderová věnovala film svému synovi Davidovi, který zemřel roku 1981 ve věku čtrnácti let a také jeho otci. Informace je uvedena v úvodních titulcích.
Natáčení
Natáčení bylo o několik týdnů odloženo kvůli zlomené dolní končetině Schneiderové. První klapka padla v květnu 1981 a následně došlo k několikatýdennímu přerušení. Schneiderová podstoupila operaci ledvin a v červenci téhož roku tragicky zemřel její syn David. Poslední scény byly nasnímány mezi říjnem a prosincem 1981.

## Ocenění
| Seznam ocenění a nominací | Seznam ocenění a nominací | Seznam ocenění a nominací       | Seznam ocenění a nominací           | Seznam ocenění a nominací | Seznam ocenění a nominací |
| Cena                      | rok                       | kategorie                       | příjemce                            | výsledek                  | zdroj                     |
| ------------------------- | ------------------------- | ------------------------------- | ----------------------------------- | ------------------------- | ------------------------- |
| César                     | 1983                      | nejlepší herečka                | Romy Schneider                      | nominace                  | [ 2 ]                     |
| César                     | 1983                      | nejlepší herec ve vedlejší roli | Gérard Klein                        | nominace                  | [ 2 ]                     |
| César                     | 1983                      | nejlepší zvuk                   | William Robert Sivel Claude Villand | vítězství                 | [ 2 ]                     |
| César                     | 1983                      | nejlepší hudba                  | Georges Delerue                     | nominace                  | [ 2 ]                     |